# Welsh corgi cardigan
Il welsh corgi cardigan è un cane del gruppo pastori e bovari originario del Galles.

## Storia
L'origine della razza è incerta. Alcuni sostengono che i primi esemplari arrivarono in Inghilterra a seguito di tessitori fiamminghi. Secondo altri si tratta invece di un cane autoctono. La regione da cui si è diffuso è comunque il Galles, dove veniva utilizzato per la sorveglianza degli animali da cortile nelle fattorie delle lande gallesi. Intorno al XV secolo risale il primo impiego del Corgi come cane guida di mandrie di bovini. È in quest'epoca che il Galles inizia a rifornire di carne le grandi città inglesi. Il Welsh Corgi viene a distinguersi in due varietà: il welsh corgi pembroke, più antico, e il Cardigan, di selezione più recente. Nel corso del XX secolo la razza comincia a essere molto apprezzata per la pura compagnia, grazie soprattutto all'utilizzo in tal senso da parte della Regina di Inghilterra. Nel 1934 il Kennel Club stabilì che cardigan e pembroke dovevano essere due razze distinte e non solo due varietà dello stesso cane.

## Descrizione
La coda è moderatamente lunga e attaccata sulla linea del corpo, mai ricurva sul dorso. Simile a quella della volpe. I colori sono tutti ammessi tranne il bianco. Ha pelo corto o di media lunghezza, di tessitura dura. Gli occhi sono di grandezza media, vivi e attenti. Piuttosto staccati fra loro e con angolo ben segnato, preferibilmente scuri, ma limpidi. L'occhio gazzuolo è ammesso solo nel blu-merle. Le orecchie sono proporzionate alla taglia del cane, prominenti. Moderatamente larghe alla base. Portate diritte, separate di circa 9 cm e bene all'indietro in modo da essere sulla linea del collo. La testa deve essere simile a quella di una volpe per forma e apparenza. Il cranio è abbastanza largo e piatto fra le orecchie, assottigliatesi verso gli occhi al disopra dei quali deve essere leggermente a cupola. Muso lungo circa cm 7,5 o nella proporzione di 3 a 5 rispetto alla lunghezza del cranio ed affilato verso la punta.

## Carattere
I Welsh Corgi sono cani allegri e simpatici, socievoli e amichevoli, adatti anche ai bambini, non sono timidi né aggressivi e sono estremamente eclettici: sono nati come pastori e vengono usati anche nella guardia e nella caccia. Oggi sono maggiormente conosciuti come cani da compagnia. Sono educati e puliti, quindi molto adatti alla vita anche in appartamento, sebbene siano dinamici e gradiscano svolgere attività motoria quotidianamente. Sono cani per tutti.

## Cure
Per il welsh corgi va prestata attenzione ai parassiti che possono essere combattuti con frequenti spazzolate.

## Consigli
Dotato di temperamento spiccato, richiede polso fermo nella sua educazione e una disciplina coerente fin dai primi mesi di vita, che non ecceda però mai in punizioni troppo severe. Grazie alle dimensioni contenute è un compagno ideale per la vita in casa. È quindi particolarmente indicato per chi vive in città, dato che si adatta senza particolari problemi agli spazi angusti di un appartamento. Rimane comunque un cane selezionato per il lavoro e si trova perfettamente a suo agio in campagna dove può benissimo vivere anche all'aperto. Nella scelta di un cucciolo di questa razza si ricorda che è opportuno preferire soggetti dagli occhi marrone e con la testa il più possibile simile a quella della volpe.

## Diffusione
Nel 2004 l'ENCI ha contato 4 cuccioli iscritti ai libri genealogici.

## Adatto per...
- Compagnia
- Cane da pastore (il welsh corgi può imparare a fare il cane da pastore, perché mantiene in ordine i gruppi di animali mordicchiandone i calcagni)

## Non adatto per...
- Fly ball
- Freestyle
- Guardia
- Protezione Civile
- Difesa